# خيرمان كوبوس
خيرمان كوبوس (بالإسبانية: Germán Cobos)‏ هو ممثل إسباني، ولد في 7 يوليو 1927 في إشبيلية في إسبانيا، وتوفي في 12 يناير 2015 في المنكب في إسبانيا.

## وصلات خارجية
- خيرمان كوبوس على موقع IMDb (الإنجليزية)
- خيرمان كوبوس على موقع ألو سيني (الفرنسية)
- خيرمان كوبوس على موقع أول موفي (الإنجليزية)
- خيرمان كوبوس على موقع قاعدة بيانات الأفلام السويدية (السويدية)
- خيرمان كوبوس على موقع قاعدة بيانات الفيلم (الإنجليزية)
- خيرمان كوبوس على موقع كينوبويسك (الروسية)